# Борден (острів)
Борден (англ. Borden Island) — острів у групі островів Королеви Єлизавети, найпівнічнішої частини Канадського Арктичного архіпелагу, розташований на межі Північно-західної території та Нунавут, в Канаді (Північна Америка).

## Географія

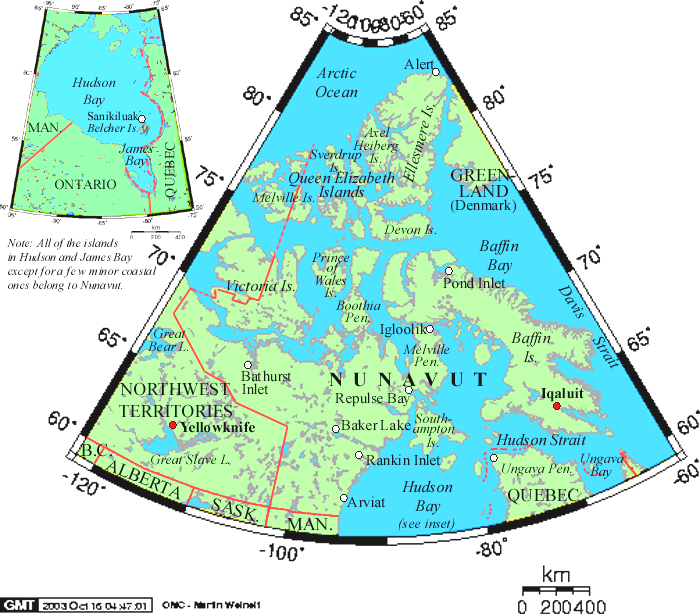
110-й меридіан, який розділяє острів
(верхній, лівий кут карти)

Острів Борден — найпівнічніший у групі з трьох островів, відомій як Прайм-Міністер-Груп (англ. Prime Minister Group), лежить у західній частині островів Королеви Єлизавети. За 18 км на південь, через протоку Вілкінс, лежить острів Маккензі-Кінг, найбільший у цій групі, а найменший — острів Брок — розташований за 34 км на південний захід. За 100 км на схід лежить великий острів Елфа Рінґнеса. Північно-західне узбережжя острова омивається Північним Льодовитим океаном.
Адміністративно острів розділений межею між Північно-західною територією (більша, західна частина) та Нунавут (східна частина) по 110-му західному меридіану.
Протяжність острова з заходу на схід близько 94 км, при максимальній ширині до 55 км. Острів має площу 2795 км² (30-те місце в Канаді та 170-те у світі), за іншими даними — 2665 км. Довжина берегової лінії 314,4 км
Рельєф острова рівнинний. Більш рівнинна місцевість з висотами від 10 до 50 метрів на півночі та заході і більш горбиста — на південному сході (а й там висоти сягають 150 метрів). Найбільша висота 152 м.
Острів Борден відрізняється від інших арктичних островів тим, що на ньому зовсім немає озер, проте низька прибережна місцевість острова порізана численними дрібними річками та струмками. Біля берегів острова розкидані численні дрібні острівці, 25 островів (Jenness Island cluster) розташовані біля західного узбережжя, і безліч дрібних острівців та скель простягнулося уздовж північного узбережжя.
Острів Борден — безлюдний.

## Історія
Острів вперше був досліджений у 1916 році канадським полярним дослідником Вільялмуром Стефансоном в рамках Канадської Арктичної експедиції. Спочатку було припущено, що острів становить одне ціле з островом Маккензі-Кінг, лише аерофотознімання 1947 року засвідчило, що острови розділені протокою (Вілкінс). Острів названий на честь Роберта Бордена, прем'єр-міністра Канади з 1911 по 1920 роки.